# Erioptera (Teleneura) perornata
Erioptera (Teleneura) perornata is een tweevleugelige uit de familie steltmuggen (Limoniidae). De soort komt voor in het Palearctisch gebied.